# Euglenales
Az Euglenales (ICN); más néven Euglenoida (ICZN) az ostoros moszatok egyik rendje. Ide tartozik a szemesostorosok nemzetsége (Euglena) néhány más gyakori nemzetséggel, például a Phacusszal és a Lepocinclisszel együtt.

## Nevezéktan
Az Euglenalest protisztológiatörténeti okból nevezik Euglenidának is: tekintették algának és protozoonnak, ezekhez külön nevezéktani kódexek tartoznak. Algaként kezelve az ICBN hatályos rá, így helyes neve Euglenales, míg protozoonként kezelve az ICZN alá esik, így neve Euglenida. Így ambiregnális csoport a párhuzamos nevezéktan miatt.

## Leírás
Jobbára édesvízi élőlényekből áll, szemben a nagyrészt tengeri testvércsoportjával, az Eutreptialesszel. Sejtjei kétostorúak, de csak egyikük emelkedik ki a sejtből, a másik rövid és nem emelkedik ki, így egyostorúnak néznek ki. Ezzel szemben az Eutreptiales két kiemelkedő ostorral rendelkezik.
Az Eutreptialeshez hasonlóan nincs feltűnő sejtszája. 2–4 exponenciális spiráljuk van.

## Filogenetika
Jelenlegi leírása alapján az Euglenales 2 testvérkládból, az Euglenaceae és a Phacaceae családokból álló monofiletikus csoport.
A filogenetikai kapcsolatokat bemutató kladogram:
| Euglenales | \| \| Euglenaceae \| \| \| \| \| \| Phacaceae \| \| \| \| |
|            | \| \| Euglenaceae \| \| \| \| \| \| Phacaceae \| \| \| \| |
|            | Eutreptiales                                              |
|            |                                                           |
|            | Euglenaceae                                               |
|            |                                                           |
|            | Phacaceae                                                 |
|            |                                                           |

|  | Euglenaceae |
|  |             |
|  | Phacaceae   |
|  |             |

| Euglenales | \| \| Euglenaceae \| \| \| \| \| \| Phacaceae \| \| \| \| |
|            | \| \| Euglenaceae \| \| \| \| \| \| Phacaceae \| \| \| \| |
|            | Eutreptiales                                              |
|            |                                                           |
|            | Euglenaceae                                               |
|            |                                                           |
|            | Phacaceae                                                 |
|            |                                                           |

|  | Euglenaceae |
|  |             |
|  | Phacaceae   |
|  |             |

## Genetika
Egy IR-génpéldány nincs jelen plasztisz-DNS-ükben.
Az Euglena gracilis var. bacillaris  plasztisz-DNS-e 132 034 bp hosszú, míg a Phacus inflexus plasztisz-DNS-ében 29 intron van, ez a legkevesebb az Euglenalesben, és csak kevéssel több, mint az Eutreptia viridis esetén. A több maturázzal rendelkező csoportok nagyobb intronszáma megfelel az intronproliferációnak, de nem magyarázza a mechanizmusát. Ez 2018-ban a legkisebb szekvenált plasztisz-DNS volt 58 112 bp-ral.:1. ábra
Az Euglena gracilisban az rbcS gén (a ribulóz-1,5-biszfoszfát-karboxiláz-oxigenáz egyik génje) III-as csoportbeli intronokat tartalmaz, melyek feltehetően II-as csoportbeliekből egyszerűsödtek.
Legtöbb (de nem minden) tagjukban megtalálható a mat2 és mat5 intronmaturázgén,  míg a mat1/ycf13 mindig jelen van.
Az Euglenales közös ősének tubA génjében legalább 3 intronja volt.

## Fontosság
Szerves szennyeződések bioindikátoraként használhatók a vizekben, és nem állati eredetű ételek előállítására használhatók.
Egy Euglena gracilis-eredetű élelmiszer előállítását 2020-ban az EFSA biztonságosnak ítélte 1 éves kor felett, mivel az előállítási folyamatot nagy valószínűséggel nem élné túl, és valószínűleg észlelhetetlenül kevés euglenoficint (kevesebb mint 0,1 pg/g) tartalmaz. Az Amerikai Egyesült Államokban és Japánban már korábban – utóbbiban már 2017-ben – megjelent.

## Fordítás
Ez a szócikk részben vagy egészben  az   Euglenales című angol Wikipédia-szócikk ezen változatának fordításán alapul.  Az eredeti cikk szerkesztőit annak laptörténete sorolja fel. Ez a jelzés csupán a megfogalmazás eredetét és a szerzői jogokat jelzi, nem szolgál a cikkben szereplő információk forrásmegjelöléseként.